# Maria del Rio Pereda
Maria del Rio Pereda (Bilbao, 1982) és una professora de Dret i política basca. Té un màster en Drets Humans per la Universitat d'Ulster i un màster en Mediació de Conflictes per la Universitat del País Basc.
Va ser directora general de Polítiques Socials de la Diputació Foral de Guipúscoa entre 2011 i 2015, i assessora d'Euskal Herria Bildu a les Juntes Generals de Biscaia. A les eleccions municipals del 2023 va ser escollida com alcaldable a l'Ajuntament de Bilbao.